# Estevam Nabote
Lucas Estevam da Silva Souza (São João de Meriti, 20 de janeiro de 1995) conhecido pelo nome artístico Estevam Nabote ou simplesmente Nabote, é um ator, comediante, youtuber e apresentador brasileiro. Atualmente, faz parte do elenco do talk show Portugal Show e da série O Dono do Lar, no canal Multishow, além de fazer parte do elenco fixo do canal Porta dos Fundos, no YouTube e de produzir conteúdo para as suas próprias redes sociais.

## Carreira
Nascido em São João de Meriti, na Baixada Fluminense, iniciou a carreira de humorista ainda no ensino médio. Em 2010, aos 15 anos, venceu a timidez e decidiu se inscrever num concurso de jovens talentos promovido pela escola onde estudava. Imitando professores e personalidades da televisão, acabou ficando em primeiro lugar. Em 2012, aos 17 anos, se inscreveu no primeiro concurso de stand-up promovido pelo grupo Comédia em Pé, onde apresentou uma série de textos originais, ficando também em primeiro lugar. Como prêmio, passou a abrir shows do grupo, tendo assim sua primeira experiência em teatro e entrando no circuito do stand-up comedy na capital fluminense e região metropolitana.	
Em 2013, aos 18 anos, recebeu a oportunidade de abrir uma temporada de shows do humorista Maurício Manfrini, intérprete de Paulinho Gogó. Foram mais de cem apresentações em diversas cidades dos estados do Rio de Janeiro e São Paulo ao lado do conterrâneo. Em 2015, aos 20 anos, ganhou pela segunda vez um concurso do grupo Comédia em Pé e dali surgiu a oportunidade de montar seu primeiro show solo, com direção do próprio Maurício Manfrini, que acabou apadrinhando o humorista e se tornando um grande amigo.
Em 2017, aos 22 anos, se inscreveu no Prêmio Multishow de Humor e também saiu de lá vencedor, desbancando 28 concorrentes de todo o Brasil e ganhando assim o quarto prêmio da carreira. Com a exposição, foi convidado para compor o elenco do grupo Terapia do Riso, um dos mais importantes coletivos teatrais do Rio de Janeiro. Numa das apresentações, foi visto pelo humorista Rodrigo Sant'Anna, que gostou do seu trabalho e o convidou para integrar o elenco do programa Tô de Graça, no Multishow, tendo assim, sua primeira experiência na televisão.
Ainda em 2017, fez sua primeira aparição no UTC - Ultimate Trocadilho Championship, quadro dos Castro Brothers no YouTube. Seu vídeo de estreia é o mais visto da história do canal, com aproximadamente 15 milhões de visualizações. Por conta de suas imitações e de seu humor carismático, acabou rapidamente conquistando o público, sendo convidado por Marcos Castro para integrar mais projetos do grupo. 
Já em 2019, aos 24 anos, recebeu o convite do ator, diretor e roteirista Antonio Tabet para fazer parte do elenco do canal Porta dos Fundos. No mesmo ano, foi convidado por Maurício Manfrini para gravar o filme No Gogó do Paulinho, ganhando sua primeira experiência no cinema. Manfrini também estendeu o convite para o seu novo projeto na televisão após deixar o programa A Praça É Nossa, e assim Nabote passou a integrar o elenco de O Dono do Lar, no Multishow, onde atingiu grande popularidade com seu personagem Cris, um dos protagonistas. Ainda no Multishow, participou dos programas Treme Treme e Vai Passar!.
Em 2021, foi convidado pela Amazon para integrar o elenco do reality show LOL: Se Rir, Já Era!, cujas gravações ocorreram no Uruguai. O programa foi lançado em dezembro, no Prime Video, atingindo grande êxito. Neste mesmo ano, criou no YouTube o programa de humor Só 1 Minutinho ao lado do humorista Ed Gama, que permaneceu no ar por 2 anos.
Em 2022, gravou seu primeiro filme como protagonista, Um Dia Cinco Estrelas, pela distribuidora Paris Filmes, com direção de Hsu Chien, nele o ator interpreta um motorista de aplicativo. O filme estreou em julho de 2023 nos cinemas brasileiros. 	
Em 2023, passou a integrar o elenco do talk show Portugal Show, no canal Multishow, ao lado de Rafael Portugal. Também ao lado de Portugal, em 2024, passou a integrar o elenco da série Cosme e Damião, sua primeira aparição no Globoplay.
A origem do nome artístico:
Quando iniciou a carreira, o ator, que é evangélico, decidiu suprimir o primeiro nome e adotar o sobrenome artístico "Nabote", junto ao Estevam. A referência é ao personagem bíblico Nabot, que morreu apedrejado após recusar-se a vender terras que tinham pertencido ao pai e possuíam valor sentimental. Por não ter aberto mão de seus valores e ideias, mesmo com excelente proposta financeira e mesmo sabendo que podia ser assassinado (o interessado na compra era Acabe, rei de Israel), Nabote se identificou com a história de lealdade do personagem e decidiu carregar seu sobrenome.

## Filmografia

### Televisão/Séries/Realitys
| Ano           | Programa                     | Personagem               | Notas                                 |
| ------------- | ---------------------------- | ------------------------ | ------------------------------------- |
| 2017–presente | Tô de Graça                  | Pablo Escobar dos Santos |                                       |
| 2017          | Pânico na Band               | Robert de Niro           |                                       |
| 2019–presente | O Dono do Lar                | Cris                     |                                       |
| 2019          | Treme Treme                  | Reinaldo Carlos          |                                       |
| 2019–20       | Homens                       | Fernando Santos          |                                       |
| 2020          | Vai Passar!                  | Rubinho                  |                                       |
| 2021          | LOL: Se Rir, Já Era!         | Participante (8º lugar)  | Temporada 1                           |
| 2022          | Eleita                       | Prefeito K-DU (Kadu)     |                                       |
| 2023-24       | Portugal Show                | Painelista               |                                       |
| 2024          | Cosme e Damião: Quase Santos | Dubai                    |                                       |
| 2025          | Encantado's                  | Ivan                     | Episódio: "O Suor de Jesus Tem Poder" |

### Cinema
| Ano  | Título                   | Personagem    |
| ---- | ------------------------ | ------------- |
| 2020 | No Gogó do Paulinho      | Celso Bigorna |
| 2021 | Peçanha Contra o Animal  | Siqueira      |
| 2023 | Um Dia Cinco Estrelas    | Pedro Paulo   |
| 2023 | União Instável           | Beto          |
| 2024 | Dois É Demais em Orlando | Nelsinho      |
| 2024 | Tô de Graça - O Filme    | Pablo         |
| 2025 | Missão Porto Seguro      | Afonso        |

### YouTube
| Ano           | Canal                                    |
| ------------- | ---------------------------------------- |
| 2017-2021     | Castro Brothers                          |
| 2019-presente | Porta dos Fundos                         |
| 2021-2023     | Só 1 Minutinho                           |
| 2023-presente | Coisa Nossa - Canal do Guaraná Antártica |

## Teatro
| Ano       | Grupo/Peça          |
| --------- | ------------------- |
| 2012–2015 | Melhor Opção        |
| 2015–2016 | Comediocracia       |
| 2017      | Terapia do Riso     |
| 2017      | Cheio de Graça      |
| 2018      | Maça Comedy         |
| 2019      | Três é Ímpar        |
| 2021      | Tomara Que Dê Certo |